# Central de Movimentos Populares
A Central de Movimentos Populares (CMP) é uma entidade que agrupa diversos movimentos sociais brasileiros de caráter popular, entre os quais de moradia, saúde, mulheres, negros, economia solidária, dentre outros.

## Origens e atuação
Resultado das lutas sociais empreendidas por movimentos populares ao longo da década de 1980 tanto na defesa do direito à cidade quanto a um projeto democrático e popular de nação, a CMP foi fundada durante o "I Congresso Nacional de Movimentos Populares", realizado em Belo Horizonte em outubro de 1993, tendo como objetivo principal coordenar as lutas comuns e de caráter geral por direitos de movimentos populares urbanos e defender a construção de políticas públicas e participação popular para o Brasil.
Desde seu surgimento, a CMP tem se somado a mobilizações sociais pelo país no campo da esquerda, como o Grito dos Excluídos e o Grito da Terra.
A entidade também participa de marchas em defesa de reformas estruturais e desenvolvimento econômico e social e atos contra políticas neoliberais e privatizações, além de articular caravanas pelo país, como pelo direito à moradia e pela reforma urbana, e campanhas nacionais, como contra a fome e a exclusão social.
Durante a segunda metade da década de 2010, a CMP engajou-se também em protestos políticos contra o impeachment da ex-presidente Dilma Rousseff e na campanha Lula Livre.